# Ettore Bignone

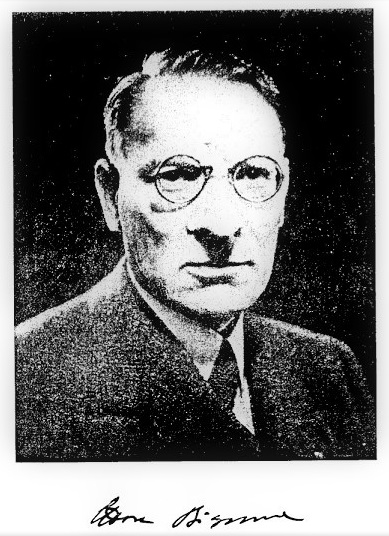

Ettore Bignone (* 17. Dezember 1879 in Pinerolo; † 11. August 1953 in Florenz) war ein italienischer Klassischer Philologe (mit dem Schwerpunkt Gräzistik) und Philosophiehistoriker.

## Leben
Ettore Bignone war der Sohn von Carlo Bignone und Anita Matteucci. Nach dem Schulbesuch studierte er Klassische Philologie an der Universität Turin und erwarb dort 1901 die laurea in Klassischer Philologie mit einer Dissertation zu Lukrez, 1902 die laurea in Philosophie. Danach lehrte er zunächst in verschiedenen Schulen. Die libera docenza erwarb er an der Universität Pavia bei Giuseppe Fraccaroli (1849–1918) und Carlo Pascal (1866–1926). Am 14. Dezember 1910 wurde er in die Freimaurer-Loge Colonia Augusta von Verona aufgenommen. Zum 1. Januar 1922 wurde er zum Professor für griechische Literatur an der Universität Palermo ernannt. 1925 wurde er als Professor für klassische Philologie und später für griechische und lateinische Literatur an die Universität Florenz berufen. Bis zu seiner Emeritierung im Jahr 1950 war er dort Kollege von Giorgio Pasquali. 1938 nahm er den Premio Mussolini an und wurde zum Mitglied der Göttinger Akademie der Wissenschaften gewählt. Ebenfalls 1938 wurde er zum korrespondierenden Mitglied der British Academy gewählt. 1939 wurde er zum Accademico d’Italia ernannt.

## Forschungsschwerpunkte und Übersetzungen
Bignone arbeitete als Philologe und als Philosophiehistoriker. Zu seinen frühen Arbeiten zählen Editionen des Empedokles und des Epikur. Zum hellenistischen Dichter Theokrit legte er eine kritische Arbeit vor. Als sein Hauptwerk kann man jedoch den Nachdruck der Studien zum Einfluss des platonischen und aristotelischen Denkens, vor allem des aristotelischen Protreptikos, auf die Entwicklung der epikureischen Philosophie ansehen. Darüber hinaus legte er Übersetzungen vor allem des Sophokles und des Aischylos mit dichterischem Anspruch vor. Eine lateinische Literaturgeschichte, von der wenige Bände veröffentlicht wurden, blieb unvollendet.

## Schriften (Auswahl)
- I poeti filosofi della Grecia: Empedocle. Studio critico, traduzione e commento delle testimonianze e dei frammenti. Turin 1916 (Nachdruck Roma 1963).
- Epicuro, Opere, frammenti, testimonianze della vita, tradotti con introduzione e commento. Bari 1920.
- L’epigramma greco. Studio critico e traduzioni poetiche. Bologna 1921.
- Eros. Il libro d’amore della poesia greca. Traduzioni poetiche. Turin 1921, zweite Auflage 1944.
- Gli Idilli di Teocrito. Palermo 1925. – (Übersetzung)
- Sofocle, Le Trachinie, tradotte in versi italiani, con un saggio critico. Florenz 1933.
- Teocrito. Saggio critico. Bari 1934.
- L’Aristotele perduto e la formazione filosofica di Epicuro. Florenz 1936 (Nachdruck mit Appendix 1973).
- I poeti apollinei: Sofocle, Euripide, Orazio. Bari 1937.
- Le tragedie di Sofocle. 4 Bände Florenz 1937–1938. – (Übersetzung mit Einleitungen)
- Studi sul pensiero antico. Neapel 1938. – (Nachdruck früherer Arbeiten zu Platon und Antiphon)
- Le tragedie di Eschilo. Neapel 1939. – (Übersetzung mit Einleitungen)
- Il libro della letteratura greca. Florenz 1940.
- Storia della letteratura latina, I: Originalità e formazione dello spirito romano. L’epica e il teatro dell’età della repubblica. Florenz 1942; II: La prosa romana sino all’età di Cesare. Lucilio, Lucrezio, Catullo. Band 1–2, Florenz 1946 und 1945; III: I ‘poetae novi’, Cesare, Sallustio, Varrone Reatino, i minori prosatori dell’età di Cesare, M. Tullio Cicerone. Florenz 1950 (unvollendet)
- (Hrsg.): Problemi e orientamenti critici di lingua e letteratura classica. Mailand 1951.
- Sofocle, Le tragedie tradotte in versi. Florenz 1953 (postum).